# Lutsen (Minnesota)
Lutsen es un lugar designado por el censo ubicado en el condado de Cook en el estado estadounidense de Minnesota. En el Censo de 2010 tenía una población de 190 habitantes y una densidad poblacional de 6,86 personas por km². Se encuentra a la orilla del lago Superior. 

## Geografía
Lutsen se encuentra ubicado en las coordenadas 47°40′28″N 90°41′34″O / 47.67444, -90.69278. Según la Oficina del Censo de los Estados Unidos, Lutsen tiene una superficie total de 27.69 km², de la cual 27.39 km² corresponden a tierra firme y (1.09%) 0.3 km² es agua.

## Demografía
Según el censo de 2010, había 190 personas residiendo en Lutsen. La densidad de población era de 6,86 hab./km². De los 190 habitantes, Lutsen estaba compuesto por el 94.21% blancos, el 0.53% eran afroamericanos, el 2.11% eran amerindios, el 1.05% eran asiáticos, el 0% eran isleños del Pacífico, el 0% eran de otras razas y el 2.11% pertenecían a dos o más razas. Del total de la población el 0.53% eran hispanos o latinos de cualquier raza.